# Jennifer Nettles
Jennifer Nettles, née le 12 septembre 1974 à Douglas, en Géorgie, est une artiste américaine de musique country. Elle est surtout connue pour être la chanteuse principale du groupe Sugarland qu'elle a créée avec Kristian Bush.

## Discographie

### Albums studio
Sous Sugarland
Sous Jennifer Nettles Band
| Année | Album                 |
| ----- | --------------------- |
| 2000  | Story Of Your Bones   |
| 2002  | Drag Me Down, Gravity |
| 2002  | Rewind                |

Sous Jennifer Nettles
| Année | Album                                        |
| ----- | -------------------------------------------- |
| 2003  | An Acoustic Evening with Jennifer Nettles    |
| 2004  | An Acoustic Evening with Jennifer Nettles II |
| 2014  | That Girl                                    |
| 2016  | Playing With Fire                            |
| 2016  | To Celebrate Christmas                       |

### Charts
| 2006                                                            | "Who Says You Can't Go Home"    | Bon Jovi          | 1 | 107 | 3 | — | — | — | — | — | —  | Have a Nice Day    |
| 2010                                                            | "We Are the World 25 for Haiti" | Artists for Haiti | — | 2   | — | 7 | 1 | 9 | 8 | 5 | 15 | Chanson hors album |
| "—" indique que cette chanson ne s'est pas classée dans le pays |                                 |                   |   |     |   |   |   |   |   |   |    |                    |

### Clips musicaux
| Année | Titre                                                    | Réalisateur         |
| ----- | -------------------------------------------------------- | ------------------- |
| 2006  | "Who Says You Can't Go Home" (avec Bon Jovi)             | Anthony M. Bongiovi |
| 2010  | "We Are the World 25 for Haiti" (avec Artists for Haiti) | Paul Haggis         |

## Filmographie
Sauf indication contraire, les informations mentionnées dans cette section peuvent être confirmées par la base de données cinématographiques IMDb,  présente dans la section « Liens externes ».
- 2023 : The Exorcist: Believer de David Gordon Green
- 2025 : The Bondsman (mini série TV) : Maryanne